# Родригес, Феликс
Феликс Исмаэль Родригес Мендигутия (исп. Félix Ismael Rodríguez Mendigutia; 31 мая 1941, Гавана) — кубино-американский антикоммунист, оперативный сотрудник ЦРУ, полковник вооружённых сил США.
Участник Вьетнамской войны и ряда специальных операций США, в том числе в заливе Свиней, «Феникс», «Иран-контрас». Организатор казни Эрнесто Че Гевары. Кубинский политэмигрант, активист антикастровской оппозиции. Крайне правый политик, близкий к неоконсервативным кругам Республиканской партии США.

## Против режима Кастро
Дядя Феликса Родригеса был министром общественных работ в правительстве Фульхенсио Батисты. С 1955 Родригес жил в Доминиканской Республике. Он враждебно отнёсся к Кубинской революции, с самого начала усмотрев в ней коммунистические тенденции. В 18-летнем возрасте примкнул к Карибскому антикоммунистическому легиону, созданному под эгидой Рафаэля Трухильо для свержения Фиделя Кастро.
В 1960 году Феликс Родригес установил контакт с ЦРУ США. Вступил в Бригаду 2506. Планировалось тайное проникновение на остров для организации подполья и массовых антикастровских акций в преддверии атаки извне. Президент США Д. Кеннеди утвердил этот план в урезанном виде, что было сочтено предательством в среде кубинских политэмигрантов.
28 февраля 1961 года диверсионная группа Родригеса тайно прибыла на Кубу и приступила к координации антикастровских повстанческих групп.
Миссия не обошлась без забавных случаев. Однажды Родригес с товарищем решили сходить на пляж. Родригес спросил милиционера: «Можем мы пройти или пляж частный?» Милиционер удивился: «Компаньеро, ты откуда? Никаких частных пляжей теперь нет. Они все принадлежат народу!» «Спасибо, компаньеро, — ответил Родригес. — Да здравствует революция!» Но быстро был предупреждён: не заходить на определённый участок пляжа, он забронирован для самого Фиделя Кастро.
14 апреля 1961 года началась высадка в заливе Свиней. Однако операция потерпела провал в результате пятидневных боёв. Феликс Родригес был блокирован в Гаване и скрылся в венесуэльском посольстве. Правительство Ромуло Бетанкура предоставило ему политическое убежище. 13 сентября Родригесу удалось вылететь в Каракас.
Из Венесуэлы Родригес перебрался в США, где продолжал службу в ЦРУ. Демонстрируя кубинский патриотизм, принял оперативный псевдоним «Максимо Гомес». В 1963—1965 Родригес участвовал в операциях противодействия кастровской агентуре в странах Центральной Америки.

## Захват и ликвидация Че Гевары
В 1967 году Феликс Родригес был командирован в Боливию в качестве полномочного советника ЦРУ при 2-м рейнджерском батальоне (действовал под псевдонимами «коммерсант Рамос» и «доктор Гонсалес»). Перед 2-м батальоном под командованием капитана Гари Прадо Сальмона была поставлена задача ликвидировать коммунистический партизанский отряд Эрнесто Че Гевары. 8 октября 1967 года отряд был разгромлен, сам Гевара взят в плен. Был проведён интенсивный допрос, оказавшийся, однако, практически безрезультатным.

— Почему ты сражаешься здесь? Ты же аргентинец. Почему ты не борешься в своей стране?

— А почему ты здесь? Ты же кубинец?

Рука Гонсалеса дёрнулась. Он уже хотел ударить Че за эту дерзость, но, по-видимому, презрительный взгляд Че удержал его.

— Отвечай на мой вопрос!

— Революция не знает границ… Если ты хочешь больше узнать о теории партизанской войны и революции, советую тебе приобрести некоторые мои книги, которые вышли на Кубе. Кроме того, я рекомендую ознакомиться с речами Фиделя.

9 октября 1967 году от президента Боливии Рене Баррьентоса было получено распоряжение ликвидировать Че Гевару. Приказ на месте отдал Феликс Родригес, расстрелял сержант Марио Теран.
На последней прижизненной фотографии Че Гевары рядом с ним изображён Феликс Родригес. Он также сохранил на память принадлежавшие Че наручные часы марки Rolex. Впоследствии Родригес отмечал фанатичность Че Гевары.
Казнь Че Гевары имела важное политико-символическое значение и выдвинула Родригеса в круг ведущих оперативников ЦРУ. В 1969 году Феликс Родригес получил американское гражданство и офицерское звание вооружённых сил США.

## Вьетнам, Сальвадор, Никарагуа
После Боливии Феликс Родригес был отправлен в Южный Вьетнам. Служил в спецподразделении MACV-SOG. В ходе Вьетнамской войны он осуществил более трёхсот вертолётных миссий, пять раз бывал сбит. В 1971 году занимался тренировкой спецгрупп, осуществлявших операцию «Феникс». Во вьетнамский период своей деятельности Феликс Родригес был представлен Джорджу Бушу-старшему — будущему директору ЦРУ, затем вице-президенту и 41-му президенту США.
В 1980-х полем деятельности Родригеса стала Центральная Америка. Он осуществил около ста боевых вылетов, провёл ряд крупных спецопераций. В ходе сальвадорской гражданской войны Родригес консультировал правительственную армию. С другой стороны, в никарагуанской гражданской войне Родригес оказывал консультационное и финансовое содействие антиправительственному повстанческому движению против марксистского режима СФНО.
В 1983—1988 Феликс Родригес активно участвовал в операции «Иран-контрас». Последующие расследования установили его видную роль в финансировании и снабжении никарагуанских антикоммунистических повстанцев из незаконных источников. Утверждалось, что во взаимодействии с американским послом в Сальвадоре Эдвином Корром Родригес организовывал снабжение контрас с одного из сальвадорских аэродромов. Сенатор Джон Керри обвинял Родригеса в вымогательстве на нужды контрас 10 миллионов долларов у Медельинского картеля.

## В кубино-американской политике
Скандал «Иран-контрас» вынудил Родригеса надолго отойти от дел. Лишь в конце 1990-х он вновь стал появляться на публике — в основном в качестве деятеля кубинской эмиграции. В 2004 году Феликс Родригес возглавил Ассоциацию ветеранов 2506. На выборах президента США он резко критиковал кандидата демократической партии Джона Керри (противник со времён сенатского расследования), поддерживая республиканца-неоконсерватора Джорджа Буша-младшего (который и одержал победу).
Феликс Родригес всячески поддерживает кубинскую оппозицию, жёстко выступает против режима Кастро, указывает на опасность, исходящую от «маленьких Кастро, избранных демократическим путём» — Уго Чавеса, Николаса Мадуро, Эво Моралеса. 24 февраля 2011 года он участвовал в акции кубинских эмигрантов «Ночь зажжённых свечей».
До настоящего времени Феликс Родригес остаётся на действительной военной службе в звании полковника. Был удостоен Серебряной звезды, южновьетнамского креста «За храбрость», редкой награды ЦРУ Intelligence Star — «Звезда разведки». В сентябре 2021 губернатор Флориды  Рон ДеСантис наградил его Медалью Свободы штата Флорида.
В 1989 году Феликс Родригес в соавторстве с Джоном Вайсманом опубликовал свою биографию Shadow Warrior: The CIA Hero of a Hundred Unknown Battles — «Воин тени: герой ста неизвестных битв ЦРУ».

## Символ «Анти-Че»
Феликс Родригес известен в мире несравнимо меньше, нежели Че Гевара. Однако он позиционируется как «Анти-Че», олицетворение сил, противостоящих коммунизму и левому радикализму. В этом аспекте Родригес пользуется определённой популярностью.

Феликс Родригес всегда будет связан с Че Геварой. Они оба воевали. Но они не похожи друг на друга. Лицо Родригеса вряд ли украсит футболку. Он — «кубинский правый эмигрант». Гевара — «революционный романтик-идеалист»… Но из этих двоих лишь один достоин чести.

Джей Нордлингер
В России политические симпатии к Феликсу Родригесу — на почве крайнего антикоммунизма — проявляются в таких организациях, как НДА или НТС.
Известный американский адвокат Артур Лиман, ведущий адвокат сенатской комиссии по расследованию операции «Иран-контрас», отозвался о Родригесе следующим образом:
Я думаю, Феликс Родригес закончит свой путь далеко отсюда, в безымянной могиле, в своей борьбе с остатками коммунизма.